# Václav Novák (manažer)
Václav Novák (* 1955) je český krizový manažer a podnikatel, původním povoláním učitel.

## Život
Vystudoval Pedagogickou fakultu Univerzity Karlovy, učil matematiku, v 80. letech emigroval do Kanady, kde učil v indiánské rezervaci. Ve studiu pokračoval na University of Phoenix v USA.
Jako krizový manažer působil např. v ocelárnách ve Vítkovicích, ve společnosti Setuza, pomáhal restrukturalizovat ČSA.
V roce 2010 koupil se svým obchodním partnerem za desítky milionů korun společnost Technistone, o devět let později ji prodal za téměř dvě miliardy korun.
V roce 2015 mu byl diagnostikován zhoubný nádor oka, o jedno oko přišel.
| „              | Byznys nedělám s lidmi, kteří mi berou energii. Mně je jedno, jestli se na tom dá vydělat... Neskutečně mi to zjednodušilo život. | “ |
| — Václav Novák | |   |